# Ген
Ген — одиниця спадкового матеріалу, що відповідає за формування певної елементарної ознаки. Ген є ділянкою молекули ДНК, що містить інформацію для синтезу РНК. Процес зчитування гену і синтезу РНК називається транскрипцією. У деяких вірусів геном може вважатись також ділянка РНК.
Існують різноманітні типи РНК, найвідоміші з яких матрична рибонуклеїнова кислота (мРНК), з якої в процесі трансляції зчитується інформація амінокислотної послідовності білку. Білки відіграють в організмі специфічну роль, яка може проявлятись в характерній ознаці. З цієї точки зору гени розглядаються як носії спадкової інформації, яка передається в результаті розмноження від батьків до нащадків. Експресія генів — це прояв активного стану гену в окремій клітині. Але не тільки мРНК закодовані в генах — існує багато видів некодуючі РНК, які не несуть інформацію про білок, але тим не менш вони представлені в ДНК у вигляді генів.
Наука, що вивчає структуру, функцію та спадкову передачу генів називається генетикою. Наука, що вивчає сукупність всіх генів, що локалізовані в геномі окремого організму, називається геномікою.

## Історія дослідження
В 1854 Ґреґор Мендель розпочав серію експериментів на насінні гороху, з метою встановити закономірність спадкової передачі ознак. Він вперше запропонував теорію про наявність факторів, які передаються від батьків до нащадків. В результаті експериментів зі схрещування він дійшов висновків, що певні ознаки передаються незалежно, а також, що існують домінантні та рецесивні ознаки. Він розробив гіпотезу, що існують гомозиготні та гетерозиготні стани, чим заклав фундамент для розпізнавання відмінності генотипу та фенотипу. Пізніше його відкриття були сформульовані в законах Менделя.
1900 рік вважається роком «перевідкриття» законів Менделя, коли ботаніки Хуго де Фріз, Еріх Чермак та Карл Корренс збагнули, що існує кількісна закономірність успадкування факторів, які відповідають за прояв ознак у нащадків.
Термін «ген» ввів 1909 року данський учений Вільгельм Йохансен для опису спадкоємного фактора. Очевидно, що це похідний термін від слова генетика, який вже раніше, в 1905 році ввів Вільям Бетсон з грецької genetikos. На той час хімічна природа гену залишалась повністю невідомою. Хоча хромосоми на той час були вже описані, лише в 1910 році роботами Томаса Моргана було доведено зв'язок між хромосомами і спадковістю.
Томас Морган був переконаний, що спадковість не передається матеріальним носієм і спробував заперечити закони Менделя за допомогою експериментів. Натомість досяг зворотного: остаточно довів, що гени розміщені на хромосомах, які є матеріальним носієм спадкової інформації. Була сформульована хромосомна теорія спадковості. Разом з іншими науковцями Томасу Моргану також вдалось побудувати першу генетичну карту. Оскільки під мікроскопом на той час вже спостерігали обмін ділянками хромосом, кросинговер, то розрахували, що чим ближче два гени розташовані один до одного, тим менша частота потрапляння на іншу ділянку гомологічної хромосоми в результаті кросинговеру. Стало можливим розрахувати відстань між генами на хромосомі, яка розраховується в сантиморганах.
В 1927 році роботи Германа Мюллера з опромінення дрозофіл рентгенівським випроміненням показали кількісну залежність між дозою і мутагенним ефектом, що остаточно довело факт, що гени є фізичними об'єктами, на які можливий вплив ззовні. Термін мутація ввійшов в науковий лексикон.
В 1928 році Фредерік Гріффіт встановив, що гени можуть передаватись від одних організмів до інших. Живий невірулентний штам Streptococcus pneumoniae при змішуванні з вбитим вірулентним штамом набував вірулентних якостей. В 1944 році Освальдом Авері, Коліном Маклеодом і Маклін Маккарті встановлено, що вірулентний фактор містився в ДНК вбитих бактерій, а процес генетичної інформації названо трансформацією. Остаточно доведено, що ДНК носій генетичної інформації.
В 1941 році Джордж Бідл та Едуард Тейтем встановили, що дефекти в обміні речовин пов'язані з мутаціями певних генів. Сформульована концепція «один ген — один фермент», яка пізніше уточнилась до «один ген — один поліпептид».
В 1953 році Джеймс Ватсон та Френсіс Крік, базуючись на рентгенограмах, отриманих Розаліндою Франклін, відкрили структуру ДНК. Сформульована центральна догма молекулярної біології.
В 1972 році Вальтер Фріз (Бельгія) опублікував першу геномну послідовність гену, що кодує білок оболонки бактеріофагу MS2.
Сучасне формулювання гену — «дискретна ділянка геномної послідовності, що відповідає одиниці спадковості та асоційована з регуляторними регіонами, транскрибованими регіонами та іншими функціональними геномними послідовностями».
Часто термін «ген» помилково вживається як синонім алелі: «ген кольору очей», «ген стійкості». В цьому випадку слід розрізняти, що ген містить тільки базову інформацію про нуклеотидну послідовність, а алелі — різні варіанти одного гену, що проявляється в різновидах фенотипового прояву. На це важливо звертати увагу при інтерпретації інформації з науково-популярних статей в пресі.

## Класифікація генів
Існує кілька класифікацій генів:
- структурні — кодують синтез білків (по суті, це гени мРНК);
- гени тРНК — кодують синтез тРНК;
- гени рРНК — кодують синтез рРНК;
- регуляторні — контролюють активність структурних генів.[4]

## Структура гену

### Хімічна структура
У переважної більшості живих організмів гени закодовані в ланцюжках ДНК. ДНК (дезоксирибонуклеїнова кислота) є полімером з чотирьох типів нуклеотидів, кожен з яких складається з моносахариду класу пентоз (2'-дезоксирибози), фосфатної групи, і одної з чотирьох азотистих основ: аденіну (А), цитозину (Ц), гуаніну (Г) і тиміну (Т).
Найпоширенішою формою ДНК в клітині є структура у формі правої подвійної спіралі з двох окремих ниток ДНК. Азотисті основи одного з ланцюжків сполучені з азотистими основами іншого ланцюжка водневими зв'язками згідно з принципом комплементарності: аденін з'єднується тільки з тиміном (два водневих зв'язки), гуанін — тільки з цитозином (три водневих зв'язки).
Завдяки хімічним особливостям зв'язку між пентозними залишками нуклеотидів, ДНК мають полярність. Один кінець ДНК-полімеру закінчується 3-гідроксильною (3 —ОН) групою дезоксирибози і називається 3' (три-прайм), а інший — 5-фосфатною групою (5 —РО3) і називається 5' (п'ять-прайм). Полярність ланцюжка грає важливу роль в клітинних процесах. Наприклад, при синтезі ДНК подовження ланцюжка можливе тільки шляхом приєднання нових нуклеотидів до вільного 3' кінця.

### Функціональна структура
На молекулярному рівні ген складається з двох структурних ділянок:
1. ДНК ділянки, з якої внаслідок транскрипції зчитується одноланцюгова РНК-копія.
2. Додаткові ДНК ділянки, які задіяні в регуляції копіювання. Наприклад, промотор та енхансери.
Комбінація і послідовність цих ділянок можуть бути особливими для кожного конкретного гена, а також структура гомологічних генів у різних організмів можуть суттєво відрізнятись. Типовому гену еукаріотів передує регуляторна ДНК-ділянка — промотор, до якого приєднуються ензим РНК-полімераза та фактори транскрипції і забезпечують процес транскрипції.
Типовий транскрипт гену (пре-мРНК) містить некодуючі ділянки інтрони, які вирізаються під час сплайсингу, а екзони зшиваються один з одним в зрілу мРНК. Варіації під час альтернативного сплайсингу можуть призводити до зшивання різних ділянок екзонів і утворення різних варіантів мРНК, яка зчитана з однієї ділянки ДНК. Відношення довжини і кількості інтронів в генах дуже різноманітне. Є гени як з одним інтроном, в той час, як існують гени, у яких інтрони складають до 95 % всієї нуклеотидної послідовності. Найдовший людський ген білку дистрофіну має довжину 2,5 мільйона нуклеотидів (це 0,08 % всього людського геному) і кодує пептид довжиною 3685 амінокислот. Частка кодуючої послідовності становить 0,44 %.
Зріла мРНК містить відкриту рамку зчитування, а також некодуючі елементи: 5'-нетрансльовану ділянку, та 3'-нетрансльовану ділянку. Ці ділянки задіяні в регуляції процесу трансляції, а також регулюють активність специфічних ензимів, що руйнують мРНК — РНКаз.
Гени прокаріотів відрізняються від генів еукаріотів тим, що не містять в своїй структурі інтронів. При цьому окремі кодуючі ділянки можуть бути розташовані щільно одна до одної (поліцистронний кластер) так, що регулюються спільним структурним елементом — промотором. В такому випадку подібний генний кластер зчитується спільним транскриптом, але транслюється в різні білки. Така спільна генна структура називається опероном. Оперони — типові генні кластери у прокаріотів.
Гени кодують не тільки мРНК, яка транслюється в білок, а також структурну рибосомну РНК, транспортну РНК, рибозими, мікроРНК, міРНК та піРНК, які відіграють регуляторну функцію. Послідовність ДНК, з якої зчитується некодуюча РНК часто називається РНК геном.

### Геномна організація
Загальна сукупність генів в організмі або клітині називається геномом. У прокаріотів переважна більшість генів, розташовані на одній хромосомі, що має вигляд кільцевої ДНК. У еукаріотів зазвичай кілька окремих лінійних спіралей ДНК упаковані в щільні комплекси ДНК-білок, що називаються хромосомами. Гени, які розташовані на одній хромосомі в одного виду, в іншого виду можуть бути розташовані на різних хромосомах.
Місце на хромосомі, де розташований ген, називається локусом. Гени також не рівномірно розподілені по хромосомах, а частково згруповані в так звані кластери. Генний кластер може містити як випадкові гени, розташовані у безпосередній близькості один до одного, так і групи генів, які кодують білки, що перебувають у функціональній залежності. Гени, білки яких мають схожі функції, також можуть бути розташовані на різних хромосомах.
Багато видів можуть містити декілька копій одного і того ж гену в геномі соматичної клітини. Клітини або організми з однією копією гену на кожній хромосомі — називаються гаплоїдними; з двома копіями — диплоїдними, з більш як двома — поліплоїдними. Копії гену на парних хромосомах можуть бути не ідентичними. Під час статевого розмноження одна копія гену успадковується від одного батька, інша — від іншого.
За попередніми оцінками, кількість людських генів становить 50 000—100 000. Лише невелика їх кількість транслюється в білок (~20 000 у людини, мишей та дрозофіл, ~13 000 у круглих червів, >46 000 у рису). Таким чином, лише 1–2 % геному кодує білки. Велика частина геному транскрибується у вигляді інтронів, ретротранспозонів та в некодуючу РНК.

## Властивості генів
Виділяють кілька властивостей генів:
1. дискретність — гени не змішуються;
2. стабільність — здатність зберігати структуру;
3. лабільність — здатність багаторазово мутувати;
4. множинний алелізм — багато генів існують в популяції в безлічі молекулярних форм;
5. алельність — в генотипі диплоїдних організмів лише дві форми гена;
6. специфічність — кожен ген кодує свій продукт;
7. плейотропія — множинний ефект гена;
8. експресивність — ступінь вираженості гена в ознаці;
9. пенетрантність — частота прояву гена в фенотипі;
10. ампліфікація — збільшення кількості копій гена.

## Експресія та регуляція роботи генів
Процес синтезу біологічно функціональної молекули РНК або білку називається експресією генів, і в результаті сама молекула називається генним продуктом.
Експресія генів, закодованих в ДНК, починається з розшифровки генів в РНК (транскрипція), інший тип нуклеїнової кислоти, яка дуже схожа на ДНК, але її мономери містять цукор рибозу, а не дезоксирибозу. РНК також містить нуклеотид урацил замість тиміну. Молекули РНК менш стабільні, ніж ДНК і, як правило, одноланцюгові. Генетичний код вказує на відповідність певній амінокислоті в переказі з тринуклеотидної послідовності — кодону. Існує 64 можливих кодони і тільки 20 стандартних амінокислот. Це означає, що генетичний код вироджений, або надмірний і декілька різних кодонів можуть кодувати одну і ту ж амінокислоту. Відповідність між кодонами і амінокислотами майже універсальна між всіма відомими організмами.

### Транскрипція
В процесі генетичної транскрипції синтезується одноланцюгова молекула матричної РНК, послідовність нуклеотидів якої є комплементарною до шаблонної ДНК, з якої вона зчитується. Транскрипція здійснюється ферментом РНК-полімеразою, що читає шаблонну послідовність в 3'- 5' напрямку і синтезує РНК в 5' — 3'напрямку. Для початку транскрипції, полімераза спочатку розпізнає і зв'язується з промоторною ділянкою гена. Таким чином основним механізмом регуляції роботи генів на рівні транскрипції є блокування промоторної області сильним зв'язком з репресорними молекулами, які фізично блокують полімеразу, або шляхом організації ДНК таким чином, щоб промоторний регіон не був доступним.
У прокаріотів транскрипція відбувається в цитоплазмі. У випадку дуже довгих транскриптів трансляція в білок може початися на 5 'кінці РНК, в той час як транскрипція 3' кінця все ще буде тривати. У еукаріотів транскрипція завжди відбувається у ядрі, первинні транскрипти РНК повинні спочатку пройти посттранскрипційні зміни, перш ніж експортуються в цитоплазму для трансляції. Альтернативний сплайсинг є додатковою формою регуляції роботи генів на рівні процесингу.

### Трансляція
Трансляція це процес, при якому зрілі молекули мРНК використовується як шаблон для синтезу нових білків. Трансляція здійснюється рибосомами, великими комплексами РНК і білку, що відповідальні за проведення хімічних реакцій додавання нових амінокислот до поліпептидного ланцюга з утворенням пептидного зв'язку. Генетичний код зчитується трьох нуклеотидів одночасно, за допомогою взаємодії зі спеціалізованими молекулами РНК, які називаються транспортною РНК (тРНК). Кожна тРНК має три неспарених основи, відомі як антикодон і які є комплементарними до кодону, що зчитується. тРНК також ковалентно пов'язані з амінокислотою, відповідно до кодону. Коли тРНК зв'язується зі своїм комплементарним кодоном в мРНК ланцюзі, рибосоми передають з нього амінокислоту до карбоксильного кінця нового поліпептидного ланцюга. Під час і після синтезу, новий білок повинен скластись в активну тривимірну структуру, перш ніж він зможе виконувати свої клітинні функції. Постртрансляційні модифікації складають ще один етап регуляції роботи генів.

## Функції генів
Ген як одиниця генетичної інформації забезпечує такі функції:
- зберігання спадкової інформації;
- керування біосинтезом білків та інших сполук у клітині;
- редуплікації ДНК і РНК (подвоєння генів під час поділу);
- репарації (відновлення) пошкоджених ДНК і РНК;
- забезпечення спадкової мінливості клітин і організмів;
- контроль за індивідуальним розвитком клітин і організмів;
- явище рекомбінації.[9]

## Успадкування генів
Ріст, розвиток і розмноження організмів базується на поділі клітин, тобто процесі, під час якого одна клітина ділиться на дві зазвичай ідентичні дочірні клітини. Цьому передує подвоєння кожного гена в геномі в процесі, що називається реплікацією ДНК. Копії створюються за допомогою ферментів ДНК-полімераз, які «читають» шаблонний ланцюг подвійної спіралі ДНК і синтезують новий комплементарний ланцюг. Оскільки подвійна спіраль ДНК тримається разом завдяки спаровуванню комплементарних нуклеотидів, послідовність одного ланцюга повністю визначає послідовність іншого, тому тільки один ланцюг повинен бути прочитаний ферментом, щоб створити точну копію. Процес реплікації ДНК напівконсервативной, тобто копії геному, який успадковує кожна дочірня клітина, містить один оригінал і один ново синтезований ланцюг ДНК.
Після того, як реплікація ДНК завершилась, клітина повинна фізично розділити дві копії геному і розподілити їх по двох клітинах. У прокаріотів — бактерій і архей — це, як правило, відбувається за допомогою відносно простого процесу бінарного поділу, при якому кожен з кільцьових геномів чіпляється до клітинної мембрани і розподіляється по дочірніх клітинах в момент, коли мембрани вигинаються, щоб розділити цитоплазму на дві обмежені мембраною порції. Бінарний поділ відбувається дуже швидко в порівнянні з показниками клітинного поділу у еукаріотів. У еукаріотів поділ клітин є складнішим процесом, відомий як клітинний цикл. Реплікація ДНК відбувається під час S фази цього циклу, в той час як процес поділу хромосом і розподілу цитоплазми відбувається під час фази М. У багатьох одноклітинних еукаріотів, таких як дріжджі, розмноження брунькуванням є звичайним явищем, що призводить до асиметричного поділу цитоплазми по двох дочірніх клітинах.
У організмів, що розмножуються статевим шляхом, спеціалізована форма клітинного поділу мейоз продукує клітини, які називаються гаметами або зародковими клітинами, які є гаплоїдними, або містять лише одну копію кожного гена. Гамети, що виробились в жіночих статевих органах, називаються яйцеклітинами, а ті, що виробляються в чоловічих — спермою. Дві гамети зливаються, утворюючи запліднену яйцеклітину, що містить диплоїдний набір генів: одну копію від матері та одну від батька.
У процесі мейотичного поділу клітин, може інколи траплятись генетична рекомбінація або кросинговер, в якому ділянка ДНК на одній хроматиді міняється місцями з гомологічною ДНК ділянкою на сестринській хроматиді. Це не має жодного ефекту, якщо алелі на хроматидах ті самі, але в іншому випадку призводить до пересортування пов'язаних між собою різних алелів. Менделевський принцип незалежного розподілення стверджує, що кожен із двох батьківських генів для кожної ознаки сортується незалежно в гамети: ті алелі, які організм успадковує для однієї ознаки, не мають стосунку до алелів, які він успадковує для іншої ознаки. Це насправді вірно тільки для генів, які не розміщені на тій же хромосомі, або принаймні розташовані дуже далеко один від одного на одній хромосомі. Чим ближче два гени лежать на одній хромосомі, тим більше вони будуть пов'язані в гаметах і найчастіше вони успадкуються разом. Гени, які розташовані дуже близько на хромосомі успадковуються разом, тому що вкрай малоймовірно, що точка перетину під час кросинговеру трапиться між ними. Це називається зчепленим успадкуванням.

## Особливі гени

### РНК гени
Хоча у всіх клітинних живих організмів гени закодовані в послідовності ДНК, існують деякі віруси, генетична інформація котрих закодована у формі РНК.
РНК-віруси вражають клітину, після чого одразу починається синтез білків безпосередньо з РНК за допомогою клітинного трансляційного апарату господаря. Процесу транскрипції ДНК в РНК не відбувається. Натомість ретровіруси під час інфекції спочатку «перечитують» РНК в ДНК за участю ферменту зворотної транскриптази.

### Псевдогени
Геном, в строгому сенсі слова, вважають нуклеотидну послідовність, яка містить інформацію про функціональний білок. Натомість псевдогени є копіями генів, що не кодують функціональних білків. Поява таких генів часто викликана генними дуплікаціями та/або мутаціями, які накопичились без будь-якого відбору і втратили свою первісну функцію. Деякі, здається, все ж відіграють певну роль у регуляції активності інших генів. Геном людини містить близько 20000 псевдогенів.

### Мобільні гени
Також відомі як транспозони і є мобільними геномними регіонами, які можуть вільно переміщатися по ДНК. Вони здатні самі себе вирізати з одного місця в геномі і переноситись в інше. Транспозони активні не тільки в клітинах зародкової лінії, як вважалось раніше, але і в попередниках нейронних клітин. Результати досліджень показують, що транспозони відіграють важливу роль, виступаючи як «креативний фактор» у геномі і здатні швидко поширювати важливі генетичні «інновації» в спадковому матеріалі.

## Генетична мінливість
Під генетичною спадковою мінливістю розуміють виникнення генетичних варіантів (алелей, генів або генотипів) у окремих організмів. Це може бути обумовлено мутаціями (мутаційна мінливість), або подіями під час мейозу (комбінативна мінливість). Спадкова мінливість приймається синтетичною теорією еволюції як субстрат природного добору.